# Saint-Mard, Meurthe-et-Moselle
Saint-Mard är en kommun i departementet Meurthe-et-Moselle i regionen Grand Est (tidigare regionen Lorraine) i nordöstra Frankrike. Kommunen ligger i kantonen Bayon som tillhör arrondissementet Lunéville. År 2022 hade Saint-Mard 102 invånare.

## Befolkningsutveckling
Antalet invånare i kommunen Saint-Mard
| Referens: INSEE |